# Cormocephalus humilis
Cormocephalus humilis är en mångfotingart som beskrevs av Carl Graf Attems 1928. Cormocephalus humilis ingår i släktet Cormocephalus och familjen Scolopendridae.
Artens utbredningsområde är:
- Malawi.
- Tanzania.

Inga underarter finns listade i Catalogue of Life.